# Шапарток
Шапарток (рум. Șapartoc) — село у повіті Муреш в Румунії. Входить до складу комуни Албешть.
Село розташоване на відстані 215 км на північний захід від Бухареста, 47 км на південний схід від Тиргу-Муреша, 117 км на південний схід від Клуж-Напоки, 81 км на північний захід від Брашова.

## Населення
За даними перепису населення 2002 року у селі проживали 43 особи.
Національний склад населення села:
| Національність | Кількість осіб | Відсоток |
| -------------- | -------------- | -------- |
| угорці         | 29             | 67,4%    |
| румуни         | 14             | 32,6%    |

Рідною мовою назвали:
| Мова      | Кількість осіб | Відсоток |
| --------- | -------------- | -------- |
| угорська  | 29             | 67,4%    |
| румунська | 14             | 32,6%    |